# Скрундик, Виктор
Виктор Скрундик (бел. Віктар Скрундзік; 1991 — 16 июля 2022) — белорусский преступник, убийца и грабитель. В январе 2019 года вместе с сообщниками с целью ограбления, находясь в нетрезвом виде, совершил 2 убийства и покушение на убийство в деревнях Ульяновка (Слуцкий район) и Суховчицы (Копыльский район) Минской области. Жертвами становились пенсионеры.
Дважды был приговорён к смертной казни — в 2020 и 2021 годах (последний раз — после того, как Верховный суд Белоруссии отменил приговор и направил дело на новое рассмотрение). В 2022 году расстрелян.

## Биография
Виктор Скрундик родился в многодетной семье. Окончил 9 классов. Его мать работала учителем, а отец — милиционером, пока не начались проблемы с алкоголем, жили в Минске. Пьянство привело семью на родину отца — в деревню Суховчицы Копыльского района. Когда Виктору было 4 года, отца и мать лишили родительских прав, они по очереди стали попадать за решётку, а детей забрали в интернат, за исключением Виктора: его воспитывали бабушка и дедушка в деревне.
Родная сестра Виктора рассказывала, что молодой человек был жесток, особенно когда выпивал: избивал и её, и бабушку, угрожал даже маленьким племянникам. Его жизнь была повторением судьбы родителей, зависимых от алкоголя, неоднократно судимых. Отец на момент ареста Виктора, уже умер, а местонахождение матери установить так и не удалось.
В ходе судебных прений государственный обвинитель Вадим Лолуа обращал внимание на психологический портрет Скрундика: низкая самооценка, упрямство, считает, что другие люди должны тратить на него время и нести за это ответственность, импульсивен, может резко менять отношение к людям, в состоянии алкогольного опьянения неуравновешен и опасен.
Ранее Скрундик был судим за кражу и угон мопеда. Последний раз освободился в октябре 2018 года. На момент задержания проживал в Суховчицах, был безработным. Подрабатывал у жителей деревни, в том числе у своих будущих жертв.

### Сообщники
Виталий Мятеж, 25 лет (в период суда). Окончил 11 классов. Ранее не судим. Сожительствовал с родной сестрой Скрундика Надеждой в соседней деревне Ульяновка Слуцкого района. Есть двое детей, в период суда им было 2 и 5 лет. Работал трактористом в колхозе.
Валентин Бушнин, 33 года (в период суда). Окончил 9 классов. Ранее 6 раз судим за кражи, первый раз — в возрасте 15 лет. Нигде постоянно не работал. Гражданский муж двоюродной сестры Скрундика Ирины. Есть ребёнок, в период суда ему было 4 года. Проживал в Суховчицах.

### Убийства и арест
14 января 2019 года в деревне Суховчицы пьяные Скрундик и Бушнин пришли к 79-летнему Михаилу Шугалею, которого Скрундик хорошо знал. По словам Скрундика, они не планировали убийство, думали просто забрать у него деньги. Мужчины потребовали у пенсионера денег, но тот пригрозил им вызвать милицию. Тогда Скрундик ударил пенсионера в грудь, от чего мужчина упал и ударился об дверной косяк. Затем со спины накинул на шею шнурок от спортивных штанов и стал вместе с сообщником душить, требуя деньги. Добычей преступников стали 50 рублей. Бушнин сказал, что «деда надо убирать», так как он может их сдать. Скрундик воспринял это так, что мужчину надо убить. Он ещё раз набросил на шею жертве шнурок. Потом оттащил тело ближе к газовой колонке, сорвал шланг и поджёг шторку. Во время пожара Шугалей был еще жив и погиб от угарного газа.
После убийства сообщники убежали домой, выпили самогона, а на следующий день поехали на такси в Слуцк. О произошедшем, по словам Виктора, они никому не рассказывали. Осознание к нему пришло только наутро, когда он протрезвел.
Следующее убийство Скрундик совершил вместе с Мятежем 21 января 2019 года. Оно было схожим по сценарию с первым. Жертвой стал 94-летний Владимир Гаркавый в деревне Ульяновка. Преступники потребовали у пенсионера деньги, избили, душили кабелем, требуя отдать деньги и водку. Гаркавый рассказал где хранит деньги. Добычей преступников, помимо 280 рублей, стали несколько бутылок водки и вина. После нападения убийцы подожгли дом. Как и в первом случае, потерпевший в этот момент был ещё жив.
Сестра Скрундика и жена Мятежа Надежда рассказывала, что в день убийства брат и муж выпивали, а когда спиртное закончилось, они пошли «за добавкой» и вернулись с бутылкой.
«Пришли и говорят, что дед горит! А в руках — бутылка. У меня возникли подозрения. Во-первых, кто им просто так даст бутылку? Ведь денег у них не было. Во-вторых, от них пахло дымом. В-третьих, Виталя снял штаны и бросил в печку, мол, испачкал. И они побежали якобы тушить пожар».
Когда Скрундик узнал, что сестра, возможно, знает об убийстве, он стал кричать на Мятежа и спрашивать, зачем он все рассказал женщине. По утверждению Надежды, брат говорил: «Не думай, что один сяду, я вас всех с собой потяну!» В суде крестница Гаркавого вспоминала, что Скрундик подрабатывал у пенсионера, помогая ему по хозяйству, а несколькими годами ранее украл у него бензопилу, но тот простил работника.
31 января 2019 года Скрундик совершил последнее преступление, на это раз — в одиночку. В деревне Суховчицы в нетрезвом виде пришёл к 85-летней Софье Мацеле вместе с товарищем. Скрундик попросил его подождать. По словам пенсионерки, когда она открыла, стоявший на пороге мужчина схватил её за горло, избил, затащил в погреб, где нашёл банку. Подумал, что в банке может быть самогон. Из погреба нападавший вместе с хозяйкой поднялся в дом и, по словам Мацеле, поставил её на колени, а сам зубами открыл банку — внутри был берёзовый сок. Мужчина разозлился и принялся бить пенсионерку кулаками по груди и голове, требуя денег и угрожая, что иначе «будет, как Шугалею». Пожилая женщина достала 30 рублей, но нападавший потребовал «тысячу». В этот момент в дом зашёл другой мужчина, который ждал товарища во дворе, и накинулся на него со словами: «Что ты делаешь?»
Александр Цвирка, ждавший Скрундика на улице, по данным следствия, не знал, что приятель собирается убить пенсионерку.
«Это счастье, иначе он бы меня убил и поджёг», — говорила Мацеле. Когда мужчины ушли из дома, женщина позвала соседку и попросила вызвать милицию. В тот же день Скрундика задержали.

### Расследование и суд
В ходе расследования выяснилось, что в конце 2018 года 36-летний Сергей Захарченя вместе с Мятежом украл из дома соседа электрическую косу и фонарь. В период следствия он находился на свободе. Следствию удалось доказать причастность всех троих преступников к двум убийствам и покушению на убийство.
Судебный процесс начался в январе 2020 года и рассматривался в Минском областном суде. 26 февраля государственный обвинитель Вадим Лолуа запросил для Скрундика исключительную меру наказания, Мятежу — 22 года колонии, Бушнину — 18 лет. Адвокат Скрундика посчитал смертный приговор слишком суровым. 2 марта заслушали последние слова обвиняемых: все они просили прощения у родственников потерпевших и снисхождения у суда.
«Я искренне раскаиваюсь. Не желал смерти потерпевшим, тяжких телесных повреждений не совершал. Когда Бушнин сказал, что деда (Михаила Шуголея) нельзя оставлять в живых, я сказал, что деда убивать не надо. Я не знал, что он пойдёт и задушит его. Прошу вас дать мне лишение свободы, а не жизни. Прошу прощения у потерпевшей стороны»,
 — говорил Скрундик.
6 марта 2020 года Минский областной суд приговорил Виктора Скрундика к исключительной мере наказания — смертной казни через расстрел, Виталия Мятежа — к 22 годам лишения свободы, Валентина Бушнина — к 18 годам, Сергея Захарченю (обвиняемого в краже, совершённой вместе с Мятежем) — к 1 году исправительных работ. Помимо этого Скрундику было назначено принудительное лечение от алкоголизма. Это оказался третий смертный приговор, вынесенный в Белоруссии в 2020 году. Ранее в том же году, 10 января за жестокое убийство женщины в Черикове к смертной казни приговорили братьев 19-летнего Станислава и 21-летнего Илью Костевых. 30 июня 2020 года Верховный суд Белоруссии отменил приговор и направил дело на дополнительное рассмотрение.
7 сентября Минский областной суд начал повторное рассмотрение дела. 12 октября должны были заслушать последние слова обвиняемых, но из-за пандемии коронавируса заседания неоднократно откладывались. 30 октября прокурор снова запросил смертную казнь. 11 января 2021 года заслушали последние слова обвиняемых. В последнем слове Скрундик сказал, что много думал о произошедшем, осознал содеянное и глубоко раскаивается во всём. Он подчеркнул, что не знал в момент поджога, что потерпевшие были ещё живы. Когда узнал, что его сообщник не задушил одного из мужчин, а только лишил сознания, то сразу попросил вызвать МЧС, а затем дважды попытался залезть в дом, чтобы спасти, но его не пустили сотрудники МЧС.
«Лучше бы я тогда залез в подвал и сгорел бы вместе с ним, чем теперь стоять здесь, смотреть родственникам в глаза и доказывать то, чего я не делал»,
 — отметил Скрундик. Он также попросил прощения у родственников погибших. Другие обвиняемые при предоставлении последнего слова ничего не сказали, мотивировав тем, что они уже высказали все, что хотели, в ходе предыдущих судебных заседаний.
15 января 2021 года суд вынес такой же приговор, как и 6 марта: Скрундик — смертная казнь, Бушнин и Мятеж — 18 и 22 года колонии соответственно. Ранее в Белоруссии произошёл похожий случай: в 2013 году житель Гомеля Александр Грунов, жестоко убивший девушку, был второй раз приговорён к смертной казни после того, как Верховный суд отправил дело на пересмотр. 4 мая 2021 года Верховный суд Белоруссии оставил приговор в силе.

### Исполнение приговора
По словам сестры Виктора Надежды, она получила последнее письмо от Скрундика из столичного СИЗО №1, где он сидел в ожидании казни, 19 августа. 5 сентября 2021 года на телеканале СТВ в телепередаче «Неделя» вышел сюжет, посвящённый расследованию серии убийств пенсионеров под Слуцком. «Сегодня ему 30. Могло бы быть. Первый смертный приговор в 2021 году», — сообщила журналистка в конце сюжета. После этого в Интернете распространилась информация об этом намёке на возможное исполнение приговора Виктору Скрундику. В феврале 2023 года появилась информация, что Скрундик был расстрелян только 16 июля 2022 года.

## В массовой культуре
- Д/ф «Душегубы» из цикла «Экспертиза преступлений»[22][23]